# Svetlana Žuchová

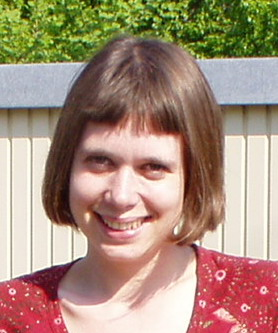
Svetlana Žuchová (2007)

Svetlana Žuchová (* 24. Dezember 1976 in Bratislava) ist eine slowakische Schriftstellerin.

## Leben
Žuchová studierte Psychologie an der Universität Wien und Medizin an der Comenius-Universität Bratislava. Sie arbeitet als Psychiaterin.

## Werke
- Dulce de leche, 2003
- Yesim, 2006
- Zlodeji a svedkovia, 2011
- Obrazy zo života M., 2013
  - Bilder aus dem Leben M., übersetzt von Andrea Reynolds, 2017
- Dni matiek, 2023

## Auszeichnungen
- 2015: Literaturpreis der Europäischen Union für Obrazy zo života M.